# Střihoruký Edward
Střihoruký Edward je americký romantický fantasy film z roku 1990 v hlavní roli s Johnny Deppem, který natočil režisér Tim Burton. Filmový příběh pojednává o nedokončeném umělém muži jménem Edward, který měl místo rukou nůžky. Octne se v jedné rodině, kde se zamiluje do náctileté Kim. Ve filmu dále hrají Winona Ryder, Dianne Wiest, Anthony Michael Hall, Kathy Baker, Vincent Price, a Alan Arkin.

## Příběh
Postarší žena popisuje své vnučce, odkud se bere sníh. Povídá jí příběh o mladém muži jménem Edward (Johnny Depp) s nůžkami místo rukou, kterého vytvořil vynálezce (Vincent Price). Konečným výsledkem jeho snažení byl člověku podobný mladík, který měl vše kromě rukou, ale v moment, kdy mu je vynálezce chtěl ruce dát, zemřel na infarkt. A tak zůstal mládenec navždy nedokončený.
Mnoho let poté, co byl Edward stvořen, navštíví dealerka Avonu Peg Boggs (Dianne Wiest) velký dům na kopci nad městem, ve kterém Edward žije. Najde jej zde samotného a rozhodne se ho vzít k sobě domů. Skamarádí se s jejím synem Kevinem (Robert Oliveri) a manželem Billem (Alan Arkin). Později se Edward zamiluje ještě do jejich dcery Kim (Winona Ryder).
Pegini sousedé jsou nadšeni Edwardovým obratným střiháním živého plotu a kadeřnickým umem, nicméně dva jiní lidé z města, fanaticky věřící Esmeralda (O-Lan Jones) a Kimin přítel Jim (Anthony Michael Hall), k němu ihned začnou chovat averzi. Joyce, žena v domácnosti ze sousedství, nabídne, aby si s ní Edward otevřel kadeřnický salon. Zatímco si prohlíží jeho možné umístění, pokusí se ho svést, načež on zpanikaří a místo opustí.
Jim by chtěl peníze na dodávku, a tak využije Edwardovy schopnosti otevírání zámků a vloupá se do domu rodičů. Rozezní se však alarm a všichni až na Edwarda utečou, přestože Kim rozezleně trvá na tom, aby se pro něj vrátili. Je uvězněn, avšak propuštěn, když psychologické vyšetření ukáže, že jeho izolace mu umožnila žít bez smyslu pro realitu a zdravý rozum. Mezitím se Joyce rozzuřená Edwardovým odmítnutím rozhodne mu pomstít a prohlásí, že se ji pokusil znásilnit. To společně s vloupáním zruinuje jeho reputaci mezi lidmi. Bojí se ho téměř každý kromě Boggovy rodiny, a tak se i z nich stanou vyvržení.
Když rodina připravuje vánoční dekorace, Edward vytvoří ledovou sochu anděla. Odlétající kusy vytvoří efekt padajícího sněhu, pod kterým Kim tancuje. Jim ji vyruší a Edward jí nechtěně poraní ruku. Jim řekne, že to udělal schválně a napadne ho. Edward uteče pryč a roztrhá na sobě šaty, které mu dala Peg. Pak se rozčilený toulá po okolí. Když to Kim vidí, s Jimem se rozejde. Ten se jde opít do kamarádovy dodávky. Potom se vrátí Edward a Kim jej obejme. Kevina téměř přejede Jimův opilý kamarád. Edward jej na poslední chvíli odstrčí, ale svými nůžkami jej poraní. Svědkové události si myslí, že na Kevina zaútočil. Když je slyšet policejní siréna, Edward se vrátí do svého velkého domu nad městem. Dav lidí jej tam následuje.
Kim se tam dostane před ostatními a znovu se s ním setká. Jim je následuje a brutálně Edwarda napadne. Ten na útok nereaguje až do chvíle, než Jim dá facku také Kim a strčí do ní. Edward mu probodne žaludek a zabije ho vyhozením z okna. Kim Edwardovi vyzná lásku, políbí jej a rozloučí se s ním. Aby jej zachránila, přesvědčí lidi z města, že se v souboji s Jimem zabili navzájem. Řekne jim, že se na ně zřítila střecha a ukáže jim ruku s nůžkami – podobnou, jako měl Edward. Nato se všichni vrátí domů.
Objeví se opět postarší žena ze začátku příběhu. Ukáže se, že je to Kim. Řekne své vnučce, že už Edwarda nikdy znovu neviděla. Rozhodla se jej znovu nenavštěvovat, protože chce, aby si ji pamatoval jako mladou. Také prozradí, že Edward je stále naživu. Je nesmrtelný, jak se zdá, jelikož je umělý a nemůže stárnout. Když tvoří své ledové sochy, vzniká tak sníh, který padá na město pod ním. „Občas mě ještě můžeš zastihnout, jak v něm tancuji,“ řekne své vnučce. Zatímco Edward vytváří další ledové sochy, retrospektivní záběr ukáže mladou Kim, jak tancuje ve sněhu padajícím ze sochy anděla nad ní.